# Chaerophyllum nivale
Chaerophyllum nivale är en flockblommig växtart som beskrevs av Ian Charleson Hedge och Lamond. Chaerophyllum nivale ingår i släktet rotkörvlar, och familjen flockblommiga växter. Inga underarter finns listade i Catalogue of Life.